# NGC 442
NGC 442 (другие обозначения — UGC 789, IRAS01121-0116, MCG 0-4-54, PRC C-9, ZWG 385.41, PGC 4484) — галактика в созвездии Кит.
Открыта астрономом Льюисом Свифтом 21 октября 1886 года. Когда впервые астроном Дрейер наблюдал объект, то назвал его «очень слабой, маленькой, круглой, и яркой звездой на юго-востоке». Но на самом деле это было на северо-востоке, и так произошло из-за того, что принципа работы оптических телескопов возникла путаница направлений, которая в то время была нередкой.
Этот объект входит в число перечисленных в оригинальной редакции «Нового общего каталога».
NGC 442 входит в группу из 5 галактик под названием NGC 429, где последняя является самой большой галактикой в этой группе. Помимо NGC 429, в группу входят NGC 426, NGC 430 и IC 1639.
Галактика NGC 442 входит в состав группы галактик NGC 429. Помимо NGC 442 в группу также входят NGC 429, NGC 426, NGC 430 и IC 1639.